# 295 Theresia
A 295 Theresia a Naprendszer kisbolygóövében található aszteroida. Johann Palisa fedezte fel 1890. augusztus 17-én.